# أستوريا مالفوي
أستوريا جرينجراس مالفوي شخصية خيالية لإحدى شخصيات سلسلة هاري بوتر للمؤلفة البريطانية ج. ك. رولينج، وهي الساحرة زوجة دراكو مالفوي وأم سكوربيوس مالفوي. بدأت دراستها في هوجوارتس عام 1992 أي بعد عامين من دراسة دراكو وأخته دافني جرينجراس.

## النشأة
ولدت أستوريا جراينجراس، التي ولدت في عائلة غرينغراس، من بين أقدم العائلات الصادقة حقا في بريطانيا، في بريطانيا العليا وعائلته من ذوي الدم الصافي. إلا أن أحداث الحرب السحرية الثانية خلال سنوات مراهقتها جعلتها تبني وجهة نظر حياة أكثر تسامحًا من ذلك الحين. تم قطع حياة أستوريا عن طريق لعنة وضعت على جدها قبل وقت طويل من ولدتها، مما أدى إلى أن تصبح جسدها واهية للغاية.

## حياتها بعد الحرب السحرية
في وقت ما بين عامي 2000 و2004، تزوجت في نهاية المطاف من دراكو مالفوي، الذي كان قبلها بعامين وزميل دافني غرينغراس، أخت أستوريا الكبرى. كان الزوجان انجبا معا، سكوربيوس مالفوي، الذي رآه هاري ورون وهيرمايوني وجيني في محطة كينغز كروس في سنته الأولى في مدرسة هوجوارتس للسحر والشعوذة مع الباس سيفروس بوتر ابن هاري وجيني وروز ويزلي ابنة رون وهيرمايوني في عام 2017.
وحسب قول ابنها، فقد اخبر الباس بوتر ذات مرة معلومات عنها، ان لوسيوس ونارسيسا والدا دراكو «رفضا» اختيار دراكو لأخذها كزوجة، لكنه اختارها على أي حال ووقف بوجه كلاهما، وهو أمر أخبرته أستوريا ذات مرة «كان واحدا من أكثر الأشياء شجاعة رأتها على الإطلاق.» لم تتخيل أستوريا، وهي تعلم أنها لم تكن متجهة إلى الشيخوخة بسبب لعنة ولدها من قبل أسلافها، لطفل حتى لا تكون دراكو، بعد موتها النهائي، وحيدة. كانت ناجحة في إنجاب طفل، على الرغم من دراكو أخبرها أنه لا يهتم إذا انتهت عائلة مالفوي معه، ولكن الحمل أضعفتها كثيراً واختفت الأسرة في عزلة عندما ولد سكوربيوس. على الرغم من نوايا دراكو واستوريا، أدى إلى شائعات كاذبة بأن استوريا لم تكن قادرة على الحمل، واستخدمت ماكينة العودة بالزمن (Time-Turner) للعودة في الوقت المناسب وتصور طفل مع اللورد فولدمورت الذي، في الواقع، لم تكن قادرة على تصور قد يكون الفشل على أي حال. تحمل هذه الشائعات ابنها الذي اتهم في هوجورتس بأنه طفل فولدمورت.
بعد ولادة سكوربيوس، رفضت أستوريا تعليم ابنها في هوجوارتس لاعتقاده انه قد يكون سكويب (شخص ليس لدية قدرات سحرية) أو هجين الدم مثل هاري بوتر. لوسيوس ونرسيسا مالفوي وجدهما في هذه الحالة بنتًا مخيبًا للآمال بعض الشيء. كانت التجمعات العائلية، نتيجة لذلك، محفوفة بالتوتر في كثير من الأحيان. ومن غير المعروف ما كان رد فعل زوجها دراكو لهذا، ولكن نظرا لأنه كان أيضا منبهرا من تجربته المروعة خلال الحرب السحرية الثانية، فمن الممكن أنه وافق سرا عليها.
في عام 2017، رأت أستوريا ابنها أمام هوجورتس، حيث حملته مع الحلوى، بعد أن أخبرته في مناسبة واحدة على الأقل: «الحلويات، فهي تساعدك دائمًا على تكوين صداقات». بما أنّ الباس وسكوربيوس ربط بعضهما البعض بالحلويات، فكان رأيه صحيح تجاه الحلويات.

## وفاتها
خلال الصيف قبل السنة الثالثة لسكوربيوس في هوجورتس، ماتت أستوريا بسبب عدد من لعنات عائلتها، تاركة ابنها وزوجها الحزين. في وقت لاحق حضر ابنة سكوربيوس، مع ألباس بوتر جنازتها.

## معنى اسمها
يمكن اشتقاق اسم أستوريا من لندن أستوريا، وهو مكان موسيقى في لندن، إنجلترا، أو فندق والدورف أستوريا، وهو فندق فاخر مشهور في مدينة نيويورك. تم تسمية هذا الفندق على اسم عائلة Astors، وهي عائلة أمريكية ثرية ومؤثرة للغاية. قد يكون الاسم أيضًا مرتبطًا بأستريا، ابنة زيوس في الميثولوجيا اليونانية التي جسدت العدالة. يستمد Astraea من المعنى اليوناني "star-maden"؛ قد يرتبط هذا بعائلة زوجها الأم في كثير من الأحيان تسمية أعضائها بعد النجوم والمجموعات النجمية. قد يتم أيضًا تهجئة الاسم Asteria، كما هو موضح في شجرة عائلة ويزلي. مثل اسم هايبريون اسم سكوربيوس الأوسط أستريا هو اسم واحد من جبابرة الأساطير الإغريقية.